# Saneatins
A BRK Ambiental – Saneatins é uma empresa de abastecimento de água e de saneamento básico que atua no Estado brasileiro do Tocantins. Ela pertence à BRK Ambiental, que por sua vez pertence ao conglomerado canadense Brookfield. 

## Histórico
Criada em 25 de abril de 1989 a partir do desmembramento da Saneago, de Goiás - ocorrida em função da criação do Estado do Tocantins - a Saneatins tem sede na capital Palmas e, desde 1998, é uma empresa particular controlada, inicialmente, pelo Grupo Odebrecht (atual Novonor) e, a partir de 2012, pela Odebrecht Ambiental.
Desde abril de 2017, a operação passou a ser controlada pela BRK Ambiental, após a aquisição da Odebrecht Ambiental pelo conglomerado canadense Brookfield por R$ 2,9 bilhões de reais.

## Estrutura
A BRK Ambiental | Saneatins atende a 47 municípios do Estado - entre os quais estão todas as principais cidades - por meio de cerca de 350 mil ligações. Em todo o Estado, funcionam 250 pontos de captação divididos em 28 Estações de Tratamento de Água (ETA) e 222 Poços Tubulares Profundos (PTP) que juntos produzem 7,2 milhões de metros cúbicos de água por mês. A distribuição é feita por meio de 9 mil quilômetros de rede. 
Além do Tocantins, a empresa também possui contratos de concessão em cinco municípios do estado do Pará, localizados na região da divisa com o Tocantins.
A agência que regula e fiscaliza o serviço de água no Tocantins é a Agência Tocantinense de Regulação (ATR).

## Sobre a BRK Ambiental
A BRK Ambiental é uma empresa brasileira privada de saneamento básico. Criada em 2017, presta serviços nos segmentos de água e esgoto. A empresa tem 6 mil funcionários e atua em mais de 180 municípios, onde atende cerca de 15 milhões de pessoas.